# Giovanni Giudici
Pour les articles homonymes, voir Giudici.
Giovanni Giudici (26 juin 1924 à Porto Venere, dans la province de La Spezia, en Ligurie -  La Spezia, 24 mai 2011) est un poète, essayiste, journaliste et traducteur italien.

## Œuvres
- Fiorì d'improvviso, Rome, Edizioni del Canzionere, 1953
- La stazione di Pisa e altre poesie, Urbino, Istituto Statale d'Arte, 1955
- L'intelligenza col nemico, Milan, All'insegna del pesce d'oro, 1957
- L'educazione cattolica (1962-1963), Milan, All'insegna del pesce d'oro, 1963
- La vita in versi, Milan, Mondadori, 1965
- Autobiologia, Milan, Mondadori, 1969
- O beatrice, Milan, Mondadori, 1972
- Poesie scelte : 1957-1974, éd. par Fernando Bandini, Milan, Mondadori, 1975
- Il male dei creditori, Milan, Mondadori, 1977
- Il ristorante dei morti, Milan, Mondadori, 1981
- Addio, proibito piangere e altri versi tradotti (1955-1980), trad. de G. Giudici, Turin, Einaudi, 1982
- Lume dei tuoi misteri, Milan, Mondadori, 1984
- Salutz (1984-1986), Turin, Einaudi, 1986
- Prove del teatro, Turin, Einaudi, 1989
- Fortezza, Turin-Milan, Mondadori, 1990
- Poesie : 1953-1990, Milan, Garzanti, 1991, en 2 vol.
- Quanto spera di campare Giovanni, Milan, Garzanti, 1993
- Un poeta del golfo, éd. par Carlo Di Alesio, Milan, Longanesi, 1995
- Empie stelle, Milan, Garzanti, 1996
- Eresia della Sera, Milan, Garzanti, 1999
- I versi della vita, éd. par Rodolfo Zucco, introduction de Carlo Ossola, Milan, Mondadori, coll. « I Meridiani », 2000
- Vaga lingua strana : dai versi tradotti, trad. de G. Giudici, introduction de Rodolfo Zucco, Milan, Garzanti, 2003
- Da una soglia infinita : prove e poesie : 1983-2002, éd. par Evelina De Signoribus, introduction de Carlo Di Alesio, Casette d'Ete, Grafiche Fioroni, 2004

Recueil posthume
- Tutte le poesie, introduction de Maurizio Cucchi, Milan, Mondadori, 2014

## Honneurs et distinctions
- Prix Librex-Guggenheim « Eugenio Montale » en 1987
- Prix Bagutta en 1993
- Prix Antonio-Feltrinelli pour les Lettres en 1997

### Notices d'autorité
- Notices d'autorité :   - VIAF
  - ISNI
  - BnF (données)
  - IdRef
  - LCCN
  - GND
  - Italie
  - CiNii
  - Pays-Bas
  - Pologne
  - Israël
  - NUKAT
  - Vatican
  - Australie
  - Norvège
  - Croatie
  - Tchéquie
  - WorldCat